# Station Bidarray-Pont-Noblia
Station Bidarray-Pont-Noblia is een spoorweghalte in de Franse gemeente Bidarray.